# Adekwatność funkcjonalna warunków pracy
Adekwatność funkcjonalna warunków pracy (in. przystosowanie, odpowiedniość, zgodność; ang. human-environment fit) – zjawisko obecne w dziedzinie psychologii, jaką jest psychologia pracy i organizacji. Jest to stopień przystosowania warunków pracy do możliwości człowieka. Inaczej można nazwać to adekwatnością obiektywnych i subiektywnych warunków pracy. Brak tego przystosowania wpływa negatywnie na komfort pracy. Uznaje się, że brak adekwatności funkcjonalnej nie wywodzi się z winy pracownika (jego lenistwa, braku kompetencji), ale z nietrafnej oceny warunków pracy niezależnych od pracownika. Te warunki są mu dane z góry, w chwili gdy obejmuje określone stanowisko.
Na skutek zmian zachodzących zarówno w człowieku, jak i w otoczeniu, adekwatność funkcjonalna jest nieprzerwanie naruszana – dlatego też nigdy nie można mówić o jej stabilności. Wspomniane zmiany stabilności zachodzą z różnych przyczyn i w różnym tempie. Niektóre z nich są na tyle powolne, że w danym przedziale czasu mogą zostać uznane za nieważne.

## Aspekty funkcjonalne adekwatności
- Zasoby energetyczne.
- Zapotrzebowanie na stymulację.
- Zdolność do odbioru, przekazywania i przetwarzania informacji przez jednostkę[1].

Wyżej wymienione zasoby regulujące aktywność zadaniową człowieka w środowisku pracy nie są jednostkowe. Przeciwnie – można mówić o ich wzajemnym warunkowaniu i dopełnianiu.

## Charakter stabilny i zmienny adekwatności funkcjonalnej
Za wskaźnik stabilności można uznać prawidłowy poziom wydajności pracy, który utrzymuje się przez dłuższy czas. Istotnym czynnikiem jest również poczucie bezpieczeństwa pracowników oraz to, czy rzeczywiście bezpiecznie się zachowują. Warto też wspomnieć o subiektywnym poczuciu komfortu oraz wewnętrznym przekonaniu pracowników, że stabilizacja stanu adekwatności nie prowadzi do hamowania ich rozwoju i nie ma dezorganizującego wpływu na ich sytuację poza miejscem, w którym pracują np. na ich życie rodzinne. Na tle adekwatności funkcjonalnej mającej dynamiczny charakter (liczy się tu zmiana, ruch) można rozpatrywać zdarzenia niespodziewane, zakłócające przebieg procesu, np. awaria, nagła utrata przytomności współpracownika, sygnał zagrożenia, gromadzenie robót pod koniec zmiany roboczej. Wtedy zwykła sytuacja przekształca się nagle w sytuację trudną – wymagania stawiane przez otoczenie wzrastają w sposób gwałtowny i nierzadko przerastają możliwości człowieka.
Nagłe przechodzenie z sytuacji, w której mamy do czynienia z adekwatnością funkcjonalną, do sytuacji naruszenia równowagi, czyli do nieadekwatności pomiędzy ludzkimi cechami a obiektywnymi warunkami pracy, zwykle doprowadza do sytuacji zagrażającej.

## Źródła braku adekwatności funkcjonalnej technicznych i organizacyjnych warunków pracy[1]
- trudne do przewidzenia zmiany w stanie poszczególnych elementów systemu pracy oraz w ich relacjach
- nieodpowiedni dobór poszczególnych elementów systemu pracy w fazie projektowania i organizowania pracy
- brak naukowej wiedzy o zakresach możliwości człowieka

## Skutki braku adekwatności funkcjonalnej

### Dotyczące pracownika
- Obniżenie komfortu pracy, poczucie zagrożenia.
- Fizjologiczne i emocjonalne napięcie.
- Zaburzenia orientacji.
- Umacnianie się postawy obronnej.
- Rezygnacja i apatia[1].

### Dotyczące zakładu pracy
- Mała wydajność.
- Niska jakość pracy.
- Absencja pracowników.
- Nadmierna fluktuacja.
- Choroby zawodowe.
- Nadmierna liczba wypadków przy pracy.
- Złe nastroje (także wśród kadry kierowniczej).
- Częstsze konflikty[1].

## Bodźce pobudzające pracownika do zmian w przypadku nieadekwatności funkcjonalnej[3]
- bodźce materialne zastosowane przez pracodawcę, np. wyższe wynagrodzenie
- bodźce moralne zastosowane przez pracodawcę, np. groźba utraty pracy
- bodźce powodujące satysfakcję z pracy, np. nadanie pracy zgodnej z zainteresowaniami pracownika, praca zapewniająca pracownikowi rozwój

## Działania, jakie może podjąć pracownik w celu zmniejszenia nieadekwatności funkcjonalnej
- zwiększenie wysiłku fizycznego lub psychicznego
- zmiany w wykonywaniu czynności
- uzupełnianie braków w towarze
- usuwanie błędów w konstrukcji maszyny

## Znaczenie adekwatności funkcjonalnej
Adekwatność funkcjonalna warunków pracy jest ściśle związana z ochroną przed przeciążeniem organizmu. Jej istotnym aspektem jest zapewnianie właściwej odnowy siły roboczej. Kolejną zaletą adekwatności funkcjonalnej jest fakt, że dzięki niej pracownik wykonujący zadania wymagające wysiłku fizycznego i umysłowego nie odczuwa dyskomfortu wynikającego z nadmiernej lub niewystarczającej stymulacji.

### Znaczenie badania przyczyn adekwatności funkcjonalnej dla psychologii
W związku z tym, że w wielu organizacjach warunki pracy z czasem ulegają pogorszeniu, brakuje dobrych maszyn oraz środków na ich konserwację. Z drugiej strony, pracownicy obserwują duży rozwój technologii. Trudno jest w takiej chwili dopasować umiejętności już nabyte przez pracowników do wiedzy na temat funkcjonowania nowych technologii oraz umiejętności korzystania z nowych zasobów.
Ważnym aspektem są koszty psychologiczne, jakie ponoszą pracownicy w wyniku braku adekwatności (np. z powodu pogarszania się warunków pracy, wprowadzania nowych technologii niedostosowanych do umiejętności pracowników). Aby pracownik potrafił poradzić sobie z brakiem adekwatności funkcjonalnej i umiał powrócić do stanu równowagi, potrzebna jest zdolność radzenia sobie z sytuacjami trudnymi. Jest to dodatkowy wkład pracownika w wysiłek, za który nie otrzyma wynagrodzenia.